# Ligetes
Ligetes (ukránul: Луг [Luh]) falu Ukrajnában, Kárpátalján, az Ungvári járásban.

## Fekvése
Nagybereznától északkeletre, Fenyvesvölgy és Hajasd közt, az Ung felső része mellett fekvő település.

## Nevének eredete
Neve szláv eredetű. A ruszin, ukrán Lug szóból eredőnek tartják. Magyar jelentése: rét, lapályos erdő, mező, tisztás az erdőben.

## Története
Ligetes (Luh) egy erdei tisztáson települt falu. Nevét 1602-ben említette először oklevél Luh néven. 1773-ban Luch, 1800 körül Luch, 1851-ben Luch, 1913-ban Ligetes néven írták. A falu a mai Ligetes nevét az 1904-es országos helységnévrendezés alkalmával kapta, szláv tükörfordítással.
1910-ben 371 lakosából 10 magyar, 14 német, 347 ruszin volt. Ebből 348 görögkatolikus, 5 református, 14 izraelita volt. A trianoni békeszerződés előtt Ung vármegye Nagybereznai járásához tartozott.

## Népesség
| 2001 | 433 |

A népesség anyanyelv szerinti megoszlása a teljes népesség %-ában (2001)

## Közlekedés
A települést érinti a Csap–Ungvár–Szambir–Lviv-vasútvonal.